# Ali Ôzkan Manav
Ali Ôzkan Manav (født 20. maj 1967 i Mersin, Tyrkiet) er en tyrkisk klassisk komponist, pianist og lærer.
Manav flyttede med sin familie til Istanbul (1971), hvor han begyndte at studere klaver privat. Senere studerede han komposition på Mimar Sinan University State Conservatory (1984) hos bl.a. Ahmed Adnan Saygun. Manav har skrevet orkesterværker, kammermusik, korværker, klaverstykker, instrumentalmusik for mange instrumenter etc. Han var lærer på Mimar Sinan University State Conservatory (1991). Han tog også kompositionstimer hos Ilhan Usmanbas (1994), og studerede videre i USA på Boston University (1991-1996) hos bl.a. Lukas Foss. Efter sin hjemkomst til Tyrkiet blev han igen lærer på Mimar Sinan University State Conservatory (1996), hvor han stadig er tilknyttet.

## Udvalgte værker
- "Symposium" (1991) - for orkester
- "4 Tyrkiske folkesange" (2010) - for orkester
- Sinfonietta (1989-1990) - for blæsere, pauker og xylofon
- Symfoniske danse (1999-2000) for 7 slagtøjsspillere